# روبي بارنيل
روبي بارنيل (بالإنجليزية: Ruby Barnhill)‏ (مواليد يوليو 2004 في تشيشير، إنجلترا)، هي ممثلة إنجليزية بدأت مسيرتها الفنية سنة 2014. أخذت شهرتها من تمثيل دور «صوفي» في فيلم العملاق الودود الضخم للمخرج ستيفن سبيلبرغ.

## أعمالها

### الأفلام
- العملاق الودود الضخم (2016)

## وصلات خارجية
- روبي بارنيل على موقع IMDb (الإنجليزية)
- روبي بارنيل على موقع قاعدة بيانات الفيلم (الإنجليزية)